# Sphecodes apicatus
Sphecodes apicatus är en biart som beskrevs av Smith 1853. Sphecodes apicatus ingår i släktet blodbin, och familjen vägbin. Inga underarter finns listade i Catalogue of Life.